# やまとの羽根
『やまとの羽根』（やまとのはね）は、咲香里による日本の漫画作品。「ヤングマガジンアッパーズ」にて連載された。単行本は全4巻。

## あらすじ
主人公の鳥羽大和は、双子の妹のバドミントンの練習に嫌々付き合う日々を送っていたが、ある日バドミントン界の天才児である沢本翔に出会って試合をすることになり、なすすべなく敗北。将来のライバルになる沢本との再戦のために大和はバドミントンを始める。

## 登場人物
鳥羽大和（とば やまと）
本作の主人公。中学1年生。最初はサッカー部であり、沢本翔との出会いから彼を追うために、（当初女子しか部員のいなかった）バドミントン部に入る。高い運動神経を持ち、持ち前の猪突猛進な性格も相俟って異様な速さで成長してゆく。もの凄いバドミントンバカで、周りが女子ばかりでも、社会人ばかりであっても気にしない（ならない）タイプ。
鳥羽撫子（とば なでしこ）
中学1年生。大和の双子の妹（しかしあまり似てはいない）。先輩であり実力者の女子選手、早坂に憧れてバドミントン部に入部する。最初は渋る大和を自分の練習に付き合わせていたが、彼が本格的にバドミントンを始めてからは、逆に熱心な大和に振り回され気味だった。
上野ハル（うえの はる）
中学1年生。インドネシア人の父親と日本人の母親のハーフ。バドミントンはインドネシアのジュニアのナショナルチーム入りするほどの腕前。両親は離婚しており、日本人の母親に引き取られている。ひょんなことから大和に強引に誘われ、諸々あって彼のダブルスのパートナーとなる。
早坂理子（はやさか りこ）
中学2年生。バドミントンは女子部員の中で一番強い実力を持つ。しかし、メンタル面で弱い面があり劣勢になると弱気になる傾向がある。
高津仁（たかつ じん）
25歳。全日本実業団ベスト8の実力者。大和が参加している社会人サークルの主催者。前年の実業団の試合中にアキレス腱を切る大けがをしている。
沢本翔（さわもと しょう）
中学1年生。天才バドミントンプレイヤー。前年の全国小学生大会の優勝者で。大和がバドミントンの道へ進む契機を与えた人物。すなわち、大和の目標であり、この先大和のライバルとなる選手である。

## 備考
本作品のキャラクターである鳥羽大和、上野ハル、沢本翔、早坂理子は咲香里の次の作品である『スマッシュ!』に於いてライバル強豪校の選手として描かれている。『スマッシュ!』の舞台は高校であるため、時系列的には本作品の3年後ということになる。

## 書籍
- 講談社アッパーズKC、全4巻
  1. 2003年12月発売、ISBN 4-06-346225-0
  2. 2004年4月発売、ISBN 4-06-346225-0
  3. 2004年8月発売、ISBN 4-06-346252-8
  4. 2004年12月発売、ISBN 4-06-346274-9